# Цюриць Сергій Назарович

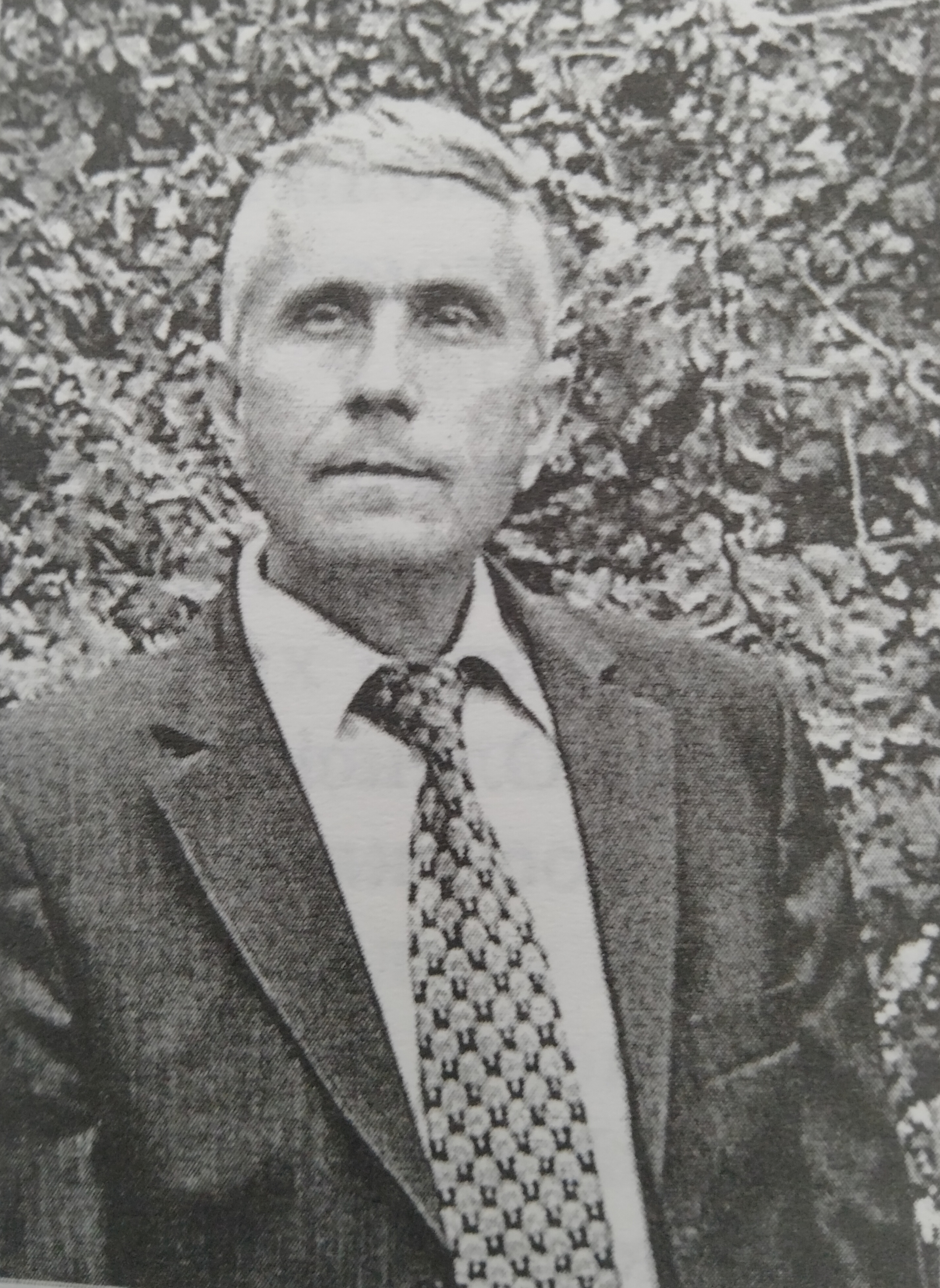
Цюриць Сергій Назарович

Цюриць Сергій Назарович народився 17 грудня 1956 року в с. Мельники Шацького району Волинської області. Закінчив факультет журналістики Київського державного університету ім. Т. Г. Шевченка. Після закінчення університету починав трудову діяльність кореспондентом обласної молодіжної газети в Луцьку. Член спілки письменників України з 1988 року, НМПУ та НСЖУ. Вчений секретар Товариства лісників України. Секретар Первинної організації НСЖУ. Багато працює, як дослідник фольклорних традицій Волині. Автор книжок «Зустріч із Сніговичкою», «Ініціатор», «А вже недалечко червоне яєчко», «Сльоза», «Весілля папороті», «Товсті і тонкі».

## Життєпис
Родом із села Мельники Любомльського, нині Шацького району. Народився у селянській родині. Навчався у Мельниківській восьмирічній, а згодом - у Шацькій середній школі. За цей час вивчився грамоти, дізнався про світ, подружився з районною газетою і взявся там друкувати замітки, всілякі смішні історії. Після закінчення десятирічки поїхав до Києва і вступив на факультет журналістики Київського державного університету імені Тараса Шевченка. П'ять років навчався журналістській справі, проходив практику у Любомльській районній газеті "Радянське життя" (тепер "Наше життя"), Бердянській міськрайонці "Південна зоря", "Сільських вістях", журналі "Перець", волинській молодіжці.
У 1979 році після закінчення університету приїхав до Луцька працювати у обласній молодіжній газеті в Луцьку (а ще перекладачем, літпрацівником, старшим кореспондентом, завідувачем відділів сатири і гумору та соціальних проблем). Працював у відділі фольклору, очолював редакційно - видавничий відділ навчально - методичного центру культури Волині, автор багатьох народознавчих досліджень і статей, видрукованих в обласній пресі. Багато працює над виданням спогадів репресованих українських патріотів - націоналістів, які виборювали незалежність України.
У 2010 році працював працівником прес - служби Волинського обласного управління лісового та мисливського господарства.

## Творчість
Перший літературний досвід здобув у літстудії "Хвилі Світязя" при любомльській районній газеті.
Перша книга "Зустріч із Сніговичкою". До неї увійшла однойменна повість і з десяток оповідань. Вона побачила світ у Київському видавництві "Молодь" (1986). У 1987 році у Львівському видавництві "Каменяр" вийшла друком книга гумору "Ініціатор".
Наступна книга вийшла аж у 1997 році "А вже недалечко червоне яєчко". Це був народознавчий нарис про писанкарство на Волині й Західному Поліссі. З'явилася вона у серії "Бібліотечка народознавця" Полісько - Волинського народознавчого центру Інституту народознавства Академії наук України.
У 1997 році у видавництві "Вежа" Волинського державного університету імені Лесі Українки з'явилась поема "Сльоза", а згодом ще одна поема - "Весілля папороті". В їх основу ліг багатий поліський фольклорний матеріал.
У 2006 році побачили світ одразу дві книги - гумористична "Товсті і тонкі" та поетична "Побачення на вулиці дощів".
Не лише пише книги сам, але і навчає цьому інших. У газеті "Гроно" друкував чимало прозових і поетичних творів дітей, маловідомих молодих і старших літераторів.
У 2013 році презентував нові книги «Я захотів заглянуть Богу в очі» та поетичний фольк-джазовий роман-феєрію «Рай-мир». Книгу присвятив батькам. Це міфи, легенди, авторські реконструкції, історичні реалії та події, які повертають у світ одвічної героїки та правди.

## Твори
- "Зустріч із     Сніговичкою" (1986)
- "Ініціатор" (1987)
- "Ой вже недалечко червоне     яєчко" (1993)
- "Сльоза" (1997)
- "Весілля папороті"     (2003)
- "Побачення на вулиці     дощів" (2005)
- "Товсті і тонкі"     (2005)
- «Я захотів заглянуть Богу в очі» (2013)
- «Рай-мир» (2013)